# Troisdorf-West
Troisdorf-West ist eine der zwölf Ortschaften von Troisdorf im nordrhein-westfälischen Rhein-Sieg-Kreis.
Troisdorf-West ist zusammen mit dem Stadtteil Rotter See der jüngste der zwölf Stadtteile. Am 1. Oktober 1999 beschloss der Rat der Stadt Troisdorf die Ausgliederung des Wohnbezirks aus der Ortschaft Troisdorf und die Bildung des neuen Ortsteils Troisdorf-West.
Troisdorf-West liegt – konträr zu seinem Namen – im Osten von Troisdorf.

## Sehenswürdigkeiten

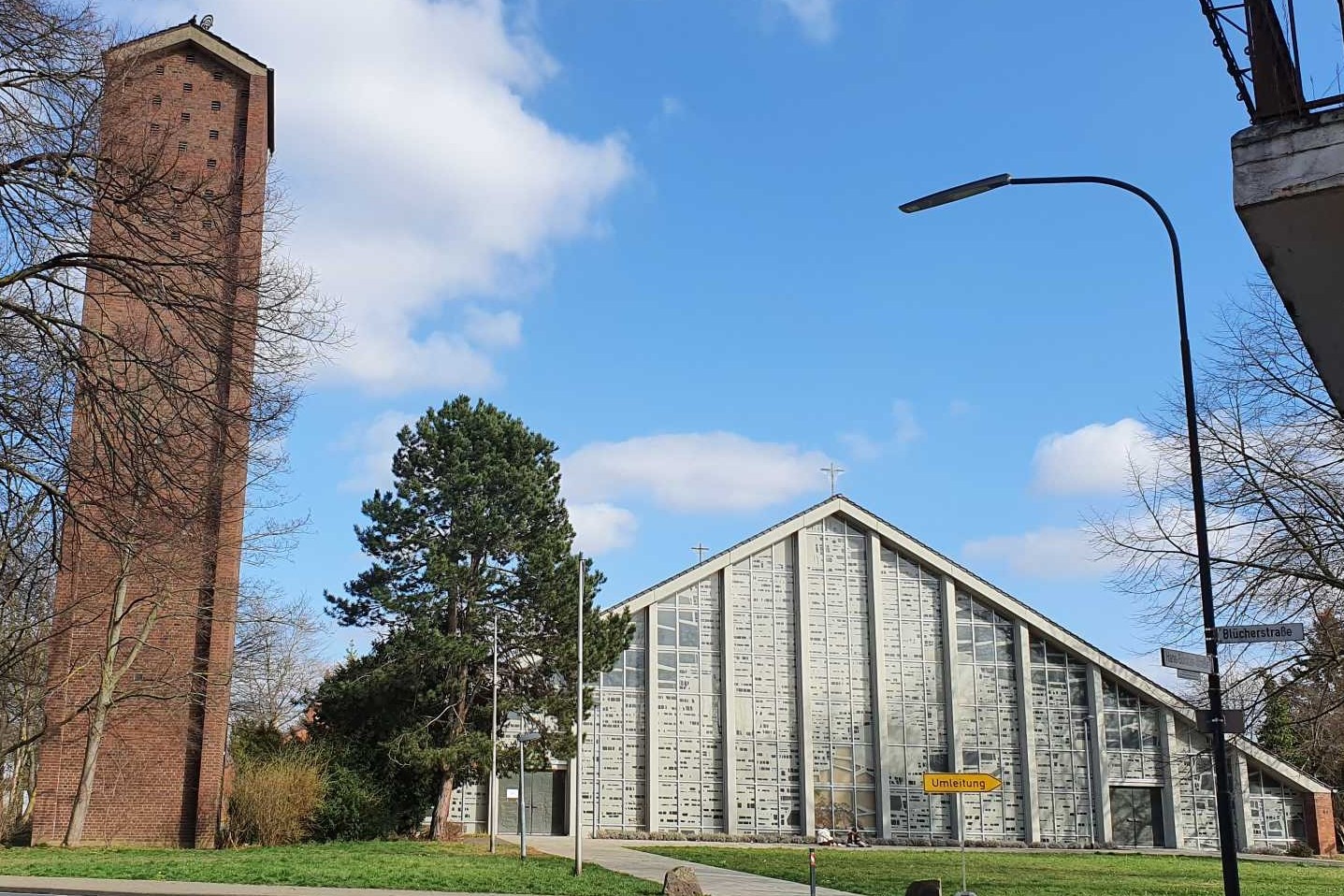
St. Maria Königin, Troisdorf-West

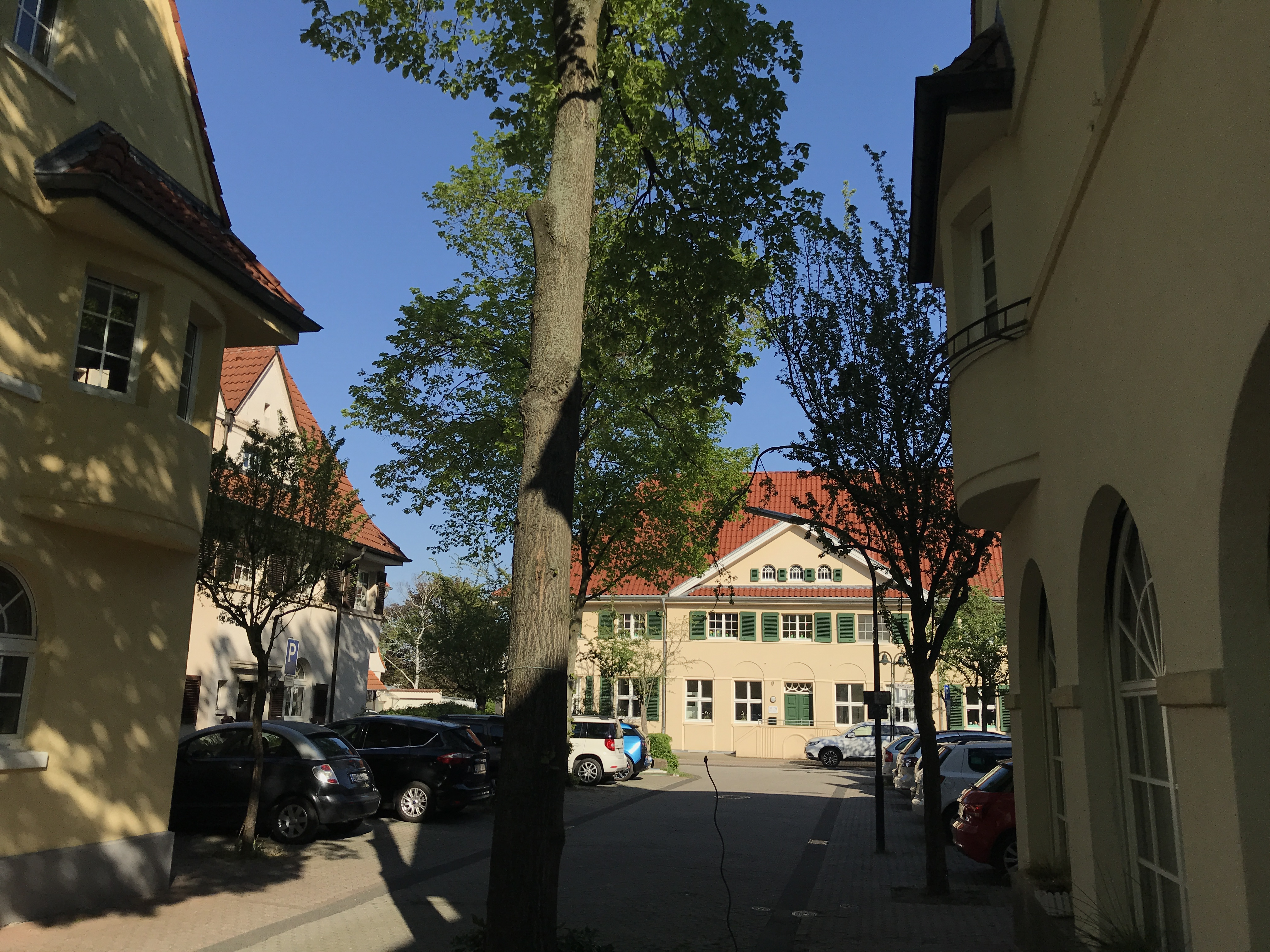
Rote Kolonie, Troisdorf-West

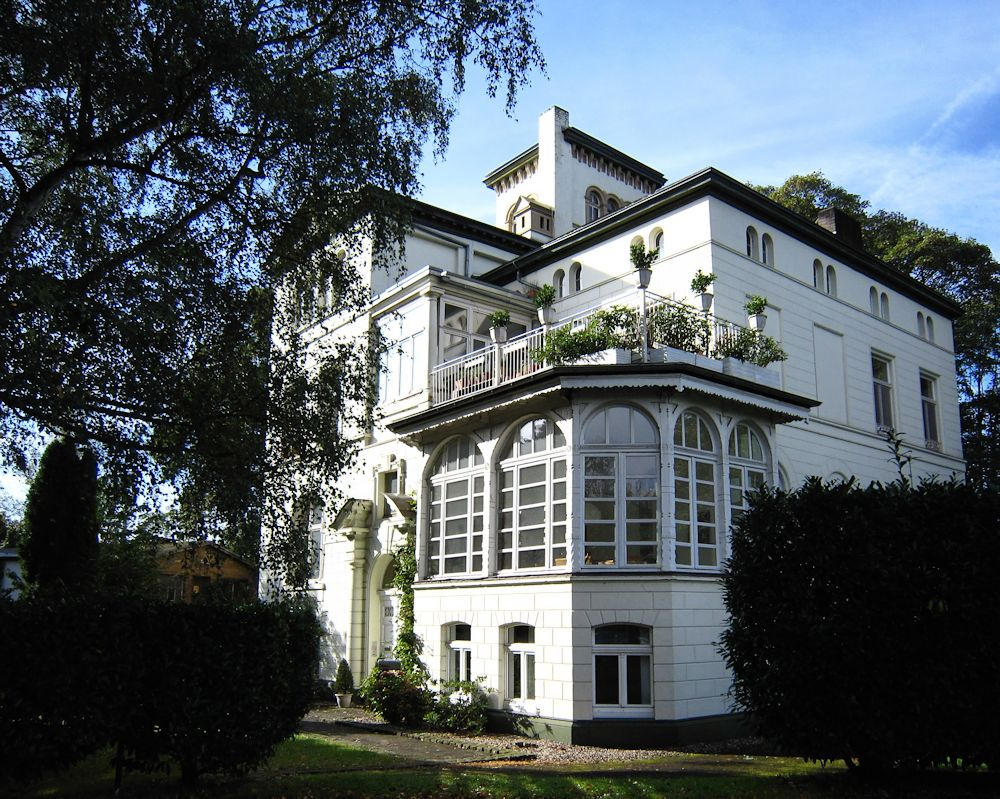
Villa Langen (Kasinoviertel), Troisdorf-West

In Troisdorf-West befinden sich die Rote Kolonie, und das Kasinoviertel, ehemalige Werkssiedlungen der Friedrich-Wilhelm-Hütte.
Zahlreiche Häuser dieser Siedlungen sind in der Liste der Baudenkmäler in Troisdorf aufgeführt, z. B. die Villa Langen, Wohnhaus von Emil Langen. Die Ortsteilkirche St. Maria Königin wurde in den 1960er Jahren erbaut und in den 1970er Jahren wegen Bauschäden fast völlig neu errichtet. Auch dieses Gebäude steht unter Denkmalschutz.
Bemerkenswert ist auch die Hornackerstrasse (bzw. der Hornackerplatz) wegen ihrer symmetrischen Bauweise.
Außerdem lässt sich dort ein Bunker aus dem Zweiten Weltkrieg finden.